# Chris Pronger
Christopher Robert „Chris“ Pronger (* 10. Oktober 1974 in Dryden, Ontario) ist ein ehemaliger kanadischer Eishockeyspieler und derzeitiger -funktionär, der während seiner aktiven Karriere zwischen 1991 und 2011 unter anderem 1340 Spiele für die Hartford Whalers, St. Louis Blues, Edmonton Oilers, Anaheim Ducks und Philadelphia Flyers in der National Hockey League bestritten hat. Pronger gilt als einer der erfolgreichsten Verteidiger aller Zeiten und ist seit 2007 Mitglied des Triple Gold Clubs, dem Gewinner des Stanley Cups, des olympischen Eishockeyturniers und der Eishockey-Weltmeisterschaft angehören, sowie seit 2015 Mitglied der Hockey Hall of Fame. Der Abwehrspieler war im Sommer 2000 der letzte Spieler auf seiner Position, der die Hart Memorial Trophy als wertvollster Spieler gewann, was vor ihm zuletzt Bobby Orr im Jahr 1972 gelungen war. Der ehemalige Mannschaftskapitän der Blues, Ducks und Flyers, der im Verlauf seiner Karriere insgesamt acht Mal gesperrt wurde, musste seine Karriere im November 2011 in Folge mehrerer Gehirnerschütterungen, die mit einer Sehbehinderung einhergingen, beenden. Seine Trikotnummer 44 wird bei den St. Louis Blues nicht mehr vergeben.
Von 2017 bis 2020 war Pronger zuletzt, dessen im Sommer 2010 unterzeichneter Siebenjahres-Vertrag als Spieler erst am Ende der Saison 2016/17 auslief, als Senior Vice President of Hockey Operations bei den Florida Panthers in der NHL tätig. Sein älterer Bruder Sean spielte ebenfalls einige Jahre in der National Hockey League und absolvierte insgesamt 274 Einsätze für sieben verschiedene Teams.

## Karriere
Der äußerst robuste Kanadier zählt dank seines kompromisslosen Einsatzes zu den besten Verteidigern der gesamten Liga. Bevor Chris Pronger zu seinem gegenwärtigen Verein, den Philadelphia Flyers aus familiären Gründen wechselte, spielte er die ersten zwei NHL-Saisons für die damaligen Hartford Whalers, danach zehn Jahre bei den St. Louis Blues, ein Jahr bei den Edmonton Oilers und drei Jahre bei den Anaheim Ducks. Pronger wurde beim NHL Entry Draft 1993 an zweiter Stelle von den Hartford Whalers ausgewählt.

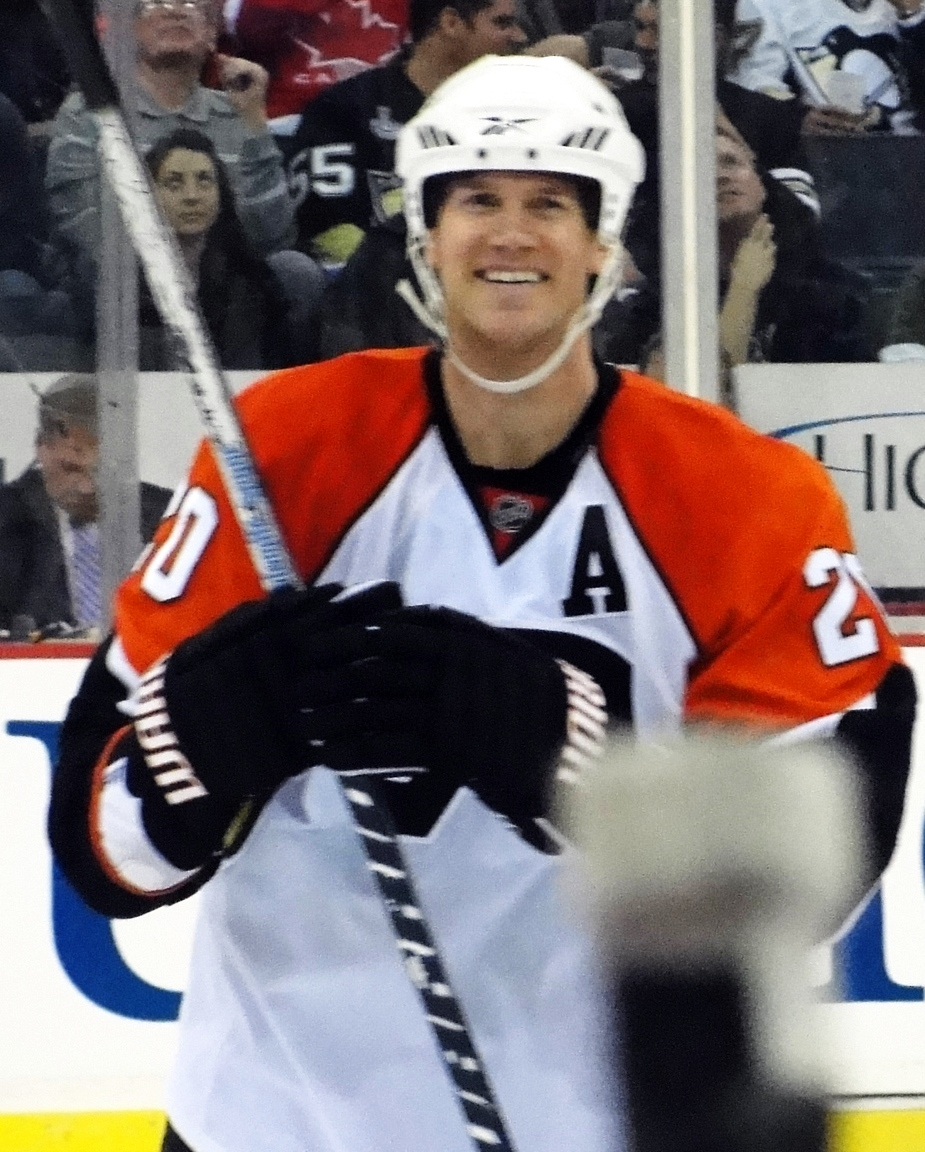
Pronger im Trikot der Philadelphia Flyers

Pronger war von 1997 bis 2002 Mannschaftskapitän der St. Louis Blues und nahm zweimal an einem NHL All-Star Game teil (1999 und 2000). Im Jahr 2000 spielte er seine statistisch beste Saison, in welcher er 14 Tore und 48 Vorlagen verbuchte. In dieser Saison wurde er mit der Hart Memorial Trophy als wertvollster Spieler geehrt. Vor der NHL-Saison 2005/06 wurde Chris Pronger von den St. Louis Blues zu den Edmonton Oilers transferiert. Im Austausch wechselten Eric Brewer, Jeff Woywitka und Doug Lynch von Edmonton nach St. Louis.
Mit den Edmonton Oilers zog Pronger sogleich in das Stanley-Cup-Finale ein und war ein Anwärter für die Conn Smythe Trophy, jedoch verlor die Mannschaft in sieben Spielen gegen die Carolina Hurricanes. Pronger blieb – entgegen allen Erwartungen – nicht in Edmonton, sondern wurde auf seinen eigenen Wunsch hin von den Edmonton Oilers weg – zu den Anaheim Ducks – transferiert. In Anaheim hatte er gleich eine erfolgreiche erste Saison und wurde für die James Norris Memorial Trophy, die der beste Verteidiger erhält, nominiert. Außerdem zog die Mannschaft bis ins Finale der Western Conference. Dort wurde Pronger nach einem Bandencheck gegen Tomas Holmström für ein Spiel gesperrt. Die Anaheim Ducks schafften es schließlich in sechs Spielen, die Detroit Red Wings zu bezwingen, sodass Pronger zum zweiten Mal hintereinander im Finale um den Stanley Cup stand, dieses Mal gegen die Ottawa Senators. Nachdem er in Spiel drei nach einem Check gegen Dean McAmmond wieder für ein Spiel gesperrt wurde, gelang es ihm in Spiel fünf erstmals den Stanley Cup in den eigenen Händen zu halten.
Durch den Gewinn des Stanley Cups mit den Anaheim Ducks in der Saison 2006/07 gehört der kanadische Verteidiger zu den wenigen Mitgliedern des Triple Gold Club. Am 26. Juni 2009 ging Pronger als Teil eines Transfergeschäfts zu den Philadelphia Flyers, während Joffrey Lupul nach Anaheim zurückkehrte. In der Saison 2009/10 stand Pronger mit den Flyers im Stanley-Cup-Finale, verlor allerdings in sechs Spielen gegen die Chicago Blackhawks. Während der Saison 2011/12 erlitt er eine Gehirnerschütterung, zudem traf ein gegnerischer Stock sein Auge; seitdem ist seine Sehfähigkeit eingeschränkt. Im Januar 2013 wurde das Kapitänsamt, das er bei den Flyers innehatte, an Claude Giroux übertragen, nachdem Pronger seit November 2011 kein Spiel mehr absolviert hatte. Die Flyers setzten ihn daher in drei aufeinanderfolgenden Spielzeiten auf die Injured Reserve List, sodass Prongers Gehalt nicht zur Salary Cap der Flyers zählte. Dies war allerdings nur möglich, da der Abwehrspieler seine aktive Karriere bisher nicht offiziell beendet hatte. Stattdessen fungierte er für die Flyers aber als Scout und sichtete junge Spieler.
Im Juni 2015 wurde Pronger zusammen mit Nicklas Grossmann im Tausch gegen Sam Gagner und ein erfolgsabhängiges Draft-Wahlrecht zu den Arizona Coyotes transferiert. Auch dort blieb ein Comeback Prongers unwahrscheinlich; vielmehr wurde sein Vertrag aufgrund der Salary Cap nach Arizona „verlegt“. Bereits drei Tage nach dem Wechsel war Pronger als einer der Spieler angekündigt worden, die im November 2015 in die Hockey Hall of Fame aufgenommen würden. Seit Juni 2017 ist Pronger als Senior Advisor to the President of Hockey Operations bei den Florida Panthers tätig, nachdem er zuvor drei Jahre lang das Department of player safety der NHL beraten hatte. Die Panthers beförderten ihn zur Saison 2019/20 zum Senior Vice President of Hockey Operations, bevor er im Juli 2020 von allen Funktionen zurücktrat und das Team verließ.
Im Januar 2022 sperrten die St. Louis Blues seine Trikotnummer 44, sodass diese nicht mehr vergeben wird.

### International
1998 war Chris Pronger der jüngste Spieler im Kader der kanadischen Nationalmannschaft an den Olympischen Winterspielen 1998 in Nagano. Nach dem enttäuschenden 4. Rang konnte er vier Jahre später in Salt Lake City die Goldmedaille gewinnen. Dies, nachdem er mit Kanada bereits 1997 Weltmeister und 1993 Junioren-Weltmeister geworden war. Ein weiterer Titel kam mit dem abermaligen Gewinn des Olympiagolds bei den Olympischen Winterspielen 2010 hinzu.

## Erfolge und Auszeichnungen

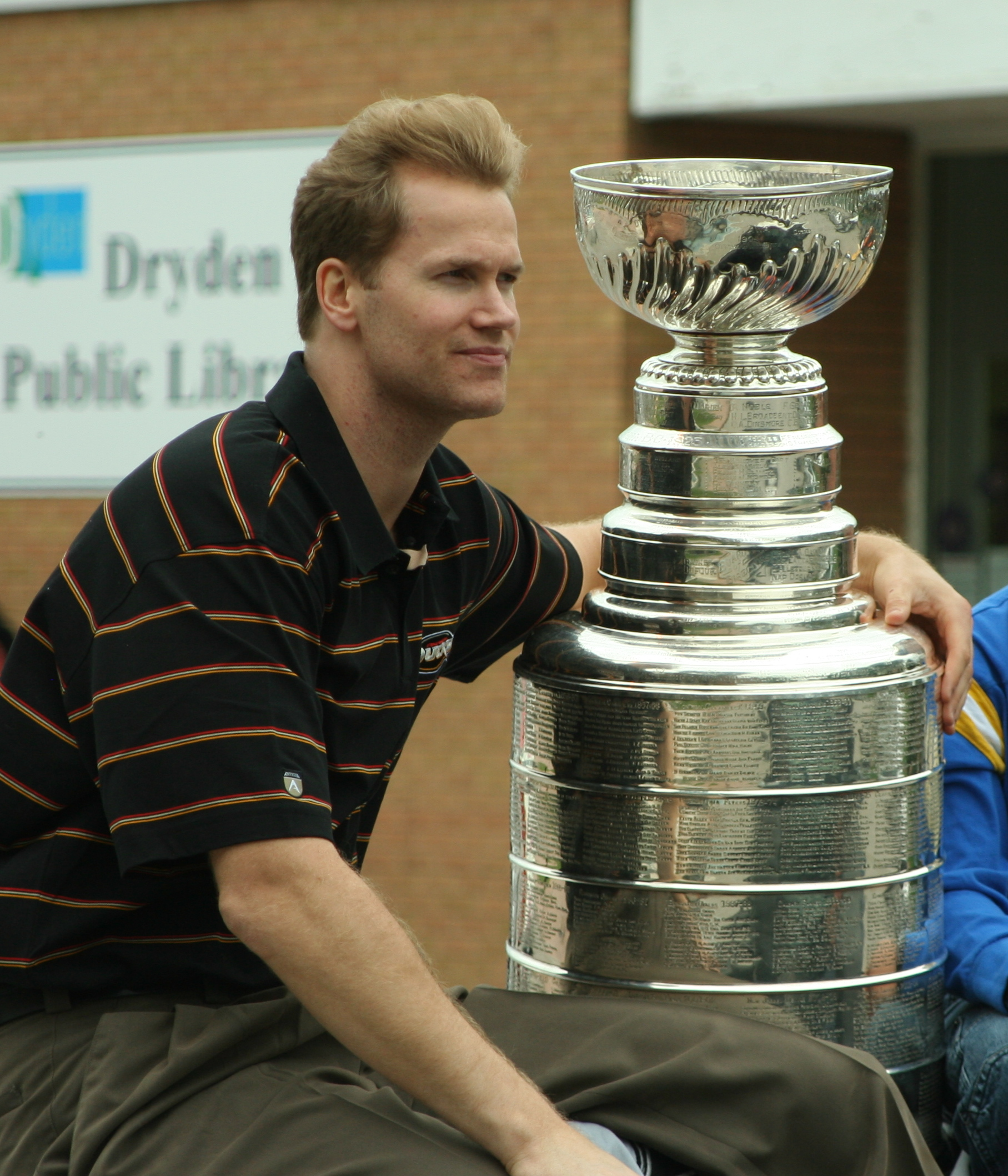
Pronger bei den Feierlichkeiten nach dem Stanley-Cup-Gewinn Anaheims

| - 1992 OHL First All-Rookie Team - 1992 CHL All-Rookie Team - 1993 J.-Ross-Robertson-Cup-Gewinn mit den Peterborough Petes - 1993 Max Kaminsky Trophy - 1993 OHL First All-Star Team - 1993 CHL Defenceman of the Year - 1993 CHL First All-Star Team - 1994 NHL All-Rookie Team - 1998 Bud Light Plus/Minus Award - 1998 NHL Second All-Star Team - 1999 Teilnahme am NHL All-Star Game - 2000 Teilnahme am NHL All-Star Game - 2000 Bud Light Plus/Minus Award | - 2000 Hart Memorial Trophy - 2000 James Norris Memorial Trophy - 2000 NHL First All-Star Team - 2001 Teilnahme am NHL All-Star Game (verletzungsbedingte Absage) - 2002 Teilnahme am NHL All-Star Game - 2004 Teilnahme am NHL All-Star Game - 2004 NHL Second All-Star Team - 2007 Stanley-Cup-Gewinn mit den Anaheim Ducks - 2007 NHL Second All-Star Team - 2008 Teilnahme am NHL All-Star Game - 2015 Aufnahme in die Hockey Hall of Fame - 2022 Sperrung der Trikotnummer 44 durch die St. Louis Blues |

### International
| - 1993 Goldmedaille bei der U20-Junioren-Weltmeisterschaft - 1997 Goldmedaille bei der Weltmeisterschaft - 2002 Goldmedaille bei den Olympischen Winterspielen | - 2007 Aufnahme in den Triple Gold Club - 2010 Goldmedaille bei den Olympischen Winterspielen |

## Karrierestatistik

### International
Vertrat Kanada bei:
| - U20-Junioren-Weltmeisterschaft 1993 - Weltmeisterschaft 1997 - Olympischen Winterspielen 1998 | - Olympischen Winterspielen 2002 - Olympischen Winterspielen 2006 - Olympischen Winterspielen 2010 |

(Legende zur Spielerstatistik: Sp oder GP = absolvierte Spiele; T oder G = erzielte Tore; V oder A = erzielte Assists; Pkt oder Pts = erzielte Scorerpunkte; SM oder PIM = erhaltene Strafminuten; +/− = Plus/Minus-Bilanz; PP = erzielte Überzahltore; SH = erzielte Unterzahltore; GW = erzielte Siegtore; 1 Play-downs/Relegation; Kursiv: Statistik nicht vollständig)